# Зимняя сказка (мультфильм, 1945)
«Зимняя сказка» — советский музыкальный рисованный мультипликационный фильм. Новогодняя сказка о том, как лесные зверушки с Дедом Морозом решили встретить Новый год в образе мальчика на русской тройке.
Выпуск военного времени, 1945 год. Один из последних мультфильмов киностудии Союзмультфильм, снятый отечественным трёхцветным методом.

## Сюжет
Наступила студёная суровая зима, скоро наступит Новый год. Лесные зверушки собрались его встречать. В этом им помогают Дед Мороз, Снегурочка и Снеговик.
Озорная новогодняя сказка с музыкальными сценами вокруг новогодней ёлки, плясками. В мультфильме звучит музыка П. И. Чайковского.

## Создатели
- Художественный руководитель заслуженный артист Р. С. Ф. С. Р. А. Л. Птушко
- Сценарий — Иван Вано, Евгений Шварц
- Режиссёр — Иван Вано
- Ассистент-режиссёра — Александра Снежко-Блоцкая
- Художники-постановщики: Анатолий Сазонов, Евгений Мигунов
- Операторы: Николай Воинов, Елена Петрова
- Технический-ассистент: В. Свешникова
- Музыка — П. И. Чайковского
- В обработке — Юрия Никольского
- Звукооператор: С. Ренский
- Художники-мультипликаторы: Борис Дёжкин, Татьяна Фёдорова, Геннадий Филиппов, Фаина Епифанова, Роман Давыдов, Сюзанна Бялковская, Ламис Бредис, Лидия Кузнецова, Лидия Резцова, Александр Беляков, Надежда Привалова
- Художники-декораторы: Вера Валерианова, Валентина Сутеева, Н. Верещагина, Елена Танненберг, Ольга Геммерлинг

## Восстановление
Фильм восстановлен в 2012 году Госфильмофондом России.
Над восстановлением работали:
- Владимир Котовский — сканирование негатива;
- Николай Майоров — сведение цветоделённого негатива и покадровая реставрация изображения.

С 28 января по 2 февраля 2013 года в Госфильмофонде проходил XVII фестиваль архивного кино «Белые Столбы». В программе фестиваля была показана восстановленная «Зимняя сказка» И. П. Иванова-Вано.

## Отзывы
На протяжении нескольких десятилетий неустанно разрабатывает Иванов-Вано великолепный, сверкающий и неистощимый пласт русской сказки. Сказки народной и сказки литературной, близкой по духу народной… В «Сказке о царе Дурандае» мы находим как бы запев русской темы Иванова-Вано. Темы, которой так или иначе не минует большинство его фильмов. Она прозвучит в коротенькой «Зимней сказке» — поэтической фантазии, сотканной из снега и наивных волшебств рождественского леса, положенных на музыку П. И. Чайковского; блёстками засверкает в «Коньке-Горбунке», триумфально обошедшем весь мир; в той или иной мере отразится в «Гусях-лебедях», в «Сказке о мёртвой царевне и о семи богатырях», в «Снегурочке» и в «Двенадцати месяцах»…— Н. Абрамова